# Trailokanat
Re Trailokanat, conosciuto anche come Somdet Phra Ramesuan Boromma Trailokanat Bophit (in lingua thai: สมเด็จพระราเมศวรบรมไตรโลกนาถบพิตร) (Ayutthaya, 1431 – Phitsanulok, 1488), è stato l'ottavo sovrano del Regno di Ayutthaya, fondato nel 1350 da Ramathibodi I nell'odierna Thailandia.
Divenne re nel 1448 dopo la morte del padre e predecessore Borommaracha II, e con la sua ascesa al trono furono unificati i regni di Ayutthaya e Sukhothai. Fu un grande innovatore, introdusse importanti riforme istituzionali e leggi che sarebbero rimaste in vigore per diversi secoli. Fu anche un fervente buddhista ma non poté coltivare come voleva la sua natura religiosa, avendo dovuto fronteggiare diversi conflitti con il Regno Lanna che si rinnovarono periodicamente nei 40 anni in cui fu re. Le date che lo riguardano sono oggetto di controversia tra gli studiosi della storia del Siam e non sono quindi pienamente attendibili.

## Biografia

### Il regno del padre
Trailokanat nacque come principe Ramesuan ed era figlio del re Borommaracha II, che è stato definito uno dei monarchi più amati dal popolo di Ayutthaya. Durante il suo regno, caratterizzato da prosperità e benessere, fu sottomesso definitivamente l'Impero Khmer con la conquista nel 1431 della capitale Angkor Thom; evento che costrinse i sovrani khmer a fondare un nuovo regno spostando la capitale molto più ad ovest, nei pressi dell'odierna Phnom Penh.

#### Ascesa al trono di Sukhothai
Per rafforzare il legame tra i regni di Ayutthaya e Sukhothai, Borommaracha II aveva preso in moglie la principessa figlia del re di Sukhothai Thammaracha III, dalla quale ebbe Ramesuan. Alla morte di Thammaracha III, il trono di Sukhothai andò al figlio Borommapan, che morì nel 1438 senza lasciare eredi. Il piccolo Ramesuan fu quindi nominato sovrano del Regno di Sukhothai, che dal 1368 aveva la capitale a Phitsanulok. Fu questa la fine del glorioso regno nato 200 anni prima, il primo grande Stato dei siamesi. La dinastia Suphannaphum di Ayutthaya si sostituì a quella Phra Ruang di Sukhothai, fondata da Sri Indraditya nel 1238; il titolo di re di Sukhothai divenne puramente simbolico e, a partire dall'avvento di Ramesuan, fu appannaggio esclusivo degli eredi al trono di Ayutthaya.
Nel 1441 salì sul trono di Lanna il re Tilokaraj, il cui regno sarebbe stato caratterizzato da uno stato di guerra quasi ininterrotto contro Ayutthaya. Nel 1442, la prima campagna di Ayutthaya contro la capitale lanna Chiang Mai fu respinta; Borommaracha II si ammalò e morì durante la campagna del 1448.

### Ascesa al trono di Ayutthaya

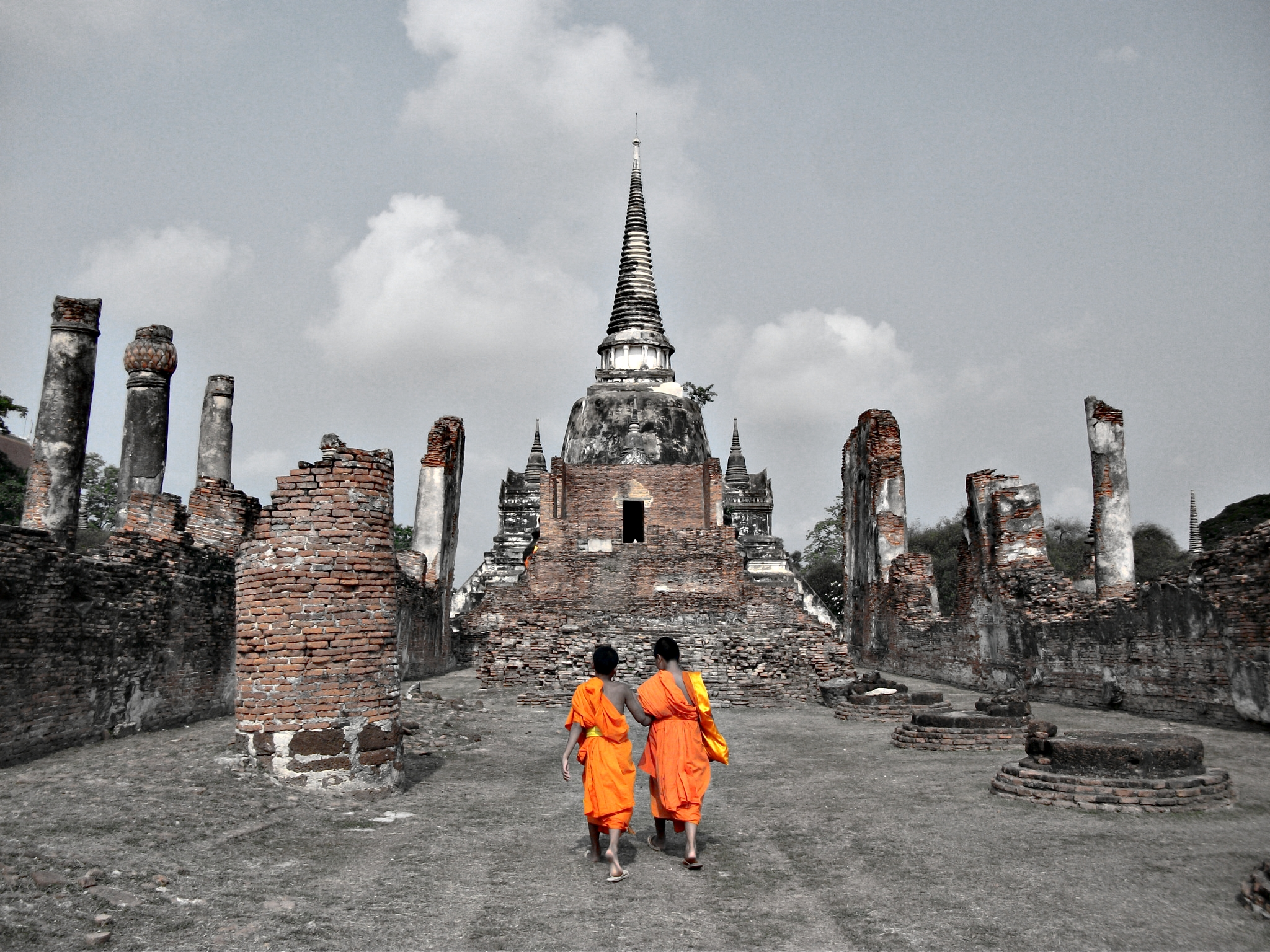
Il Wat Phra Sri Sanphet, fatto costruire probabilmente da Trailokanat sui terreni che ospitavano il vecchio palazzo reale

Ramesuan salì al trono alla morte di Borommaracha II e prese il nome regale Trailokanat, unificando di fatto i regni di Ayutthaya e Sukhothai. Appena divenne re, fece costruire un nuovo palazzo reale a nord del precedente, che fu trasformato nel complesso templare Wat Phra Sri Sanphet. Questo wat sarebbe rimasto il più importante di Ayutthaya e fu il modello per la costruzione del Wat Phra Kaew di Bangkok alla fine del XVIII secolo. Secondo la versione Luang Prasoet delle cronache reali di Ayutthaya, il Wat Phra Sri Sanphet era invece già esistente nel 1431 e vi era stata portata una parte dei tesori frutto del saccheggio di Angkor Thom di quell'anno. Tuttora una gran parte del parco storico di Ayutthaya è occupata dalle rovine di tale wat, tra le quali i tre chedi che conservano le ceneri di Trailokanat e dei suoi figli e successori Borommaracha III e Ramathibodi II.

### Politica interna
Con la conquista di Angkor del 1431, era stata deportata ad Ayutthaya gran parte della popolazione khmer, in particolare molti bramini e funzionari statali che esercitarono una grande influenza sulla capitale siamese. Secondo alcuni storici, fu grazie a tale influenza che sin dai primi anni di regno Trailokanat promulgò una serie di leggi che avrebbero trasformato lo Stato e sarebbero state alla base della società siamese nei secoli successivi. Buona parte di queste leggi sarebbero rimaste in vigore fino al tempo di re Chulalongkorn di Rattanakosin, il quale le fece modificare verso la fine del XIX secolo.

#### Stato centralizzato
Era diffuso da diversi secoli nel sudest asiatico il sistema mandala, con il quale il sovrano del regno dominante esercitava un potere molto limitato sulle province e gli stati vassalli, limitandosi a riscuotere i tributi e lasciando un ampio margine di autonomia ai governatori e ai principi delle mueang, le città-Stato che esercitavano il controllo sul territorio che le circondava. Trailokanat fece i primi passi per la creazione di uno Stato centralizzato ordinando la separazione tra l'amministrazione militare e quella civile ed istituendo le seguenti cariche:
- Il Kalahom (กลาโหม), a cui fu demandata l'organizzazione dell'esercito. Venne posto a capo di alcuni ministri militari a ognuno dei quali fu affidato un dipartimento delle forze armate. Questa carica si è tramandata fino ai giorni nostri ed indica attualmente il Ministero della Difesa della Thailandia
- Il Mahatthai (มหาดไทย), una sorta di primo ministro o ministro dell'Interno incaricato di organizzare i seguenti dipartimenti civili, che a loro volta furono istituiti da Trailokanat:
  - Il Ministero del Governo Locale, a cui fu affidata l'amministrazione della provincia di Ayutthaya
  - Il Ministero delle Finanze
  - Il Ministero dell'Agricoltura
  - Il Ministero della Casa Reale, responsabile della gestione degli affari relativi al palazzo reale e della Giustizia

#### Spartizione delle terre
Nel 1454, il sovrano promulgò una legge chiamata Sakdina (ศักดินา), letteralmente 'autorità dei campi', che definì il sistema di attribuzione e suddivisione delle terre. In precedenza, vi era ad Ayutthaya una legge al riguardo, che fu modificata con quella introdotta da Trailokanat. Furono definiti con precisione i criteri che stabilivano la massima quantità di terra di cui un suddito poteva essere proprietario.
I ranghi più alti, primo fra tutti il viceré (Uparat), ottenevano più terre e via via che si scendeva di grado si otteneva meno terra. Con la nuova legge, fu quindi definita con precisione la scala gerarchica dei vari titoli nobiliari siamesi, e ad ognuno di essi fu assegnato un valore materiale rappresentato dalla terra di cui era proprietario.

#### Legge del palazzo reale
La legge del palazzo reale (Monthien Ban) emanata da Trailokanat ebbe origine dalle antiche tradizioni di corte e codificò il rango dei membri della casa reale di Ayutthaya, dei dignitari di corte e dei sovrani vassalli del regno. Stabilì inoltre le procedure delle cerimonie di corte, i giorni di festa nazionale e le pene da infliggere a chi commetteva il reato di lesa maestà. Viste in un'ottica moderna, tali pene erano particolarmente dure, veniva ad esempio comminata la pena di morte a chi sussurasse durante un discorso del re.

### Campagne militari
Le guerre tra Ayutthaya e Lanna contraddistinsero l'intera durata del regno di Trailokanat. Il primo conflitto contro l'esercito di Chiang Mai era stato nel 1390, quando il Regno di Sukhothai aveva provato a disfarsi del dominio di Ayutthaya chiedendo l'aiuto del sovrano lanna, le cui armate avevano attaccato invano la capitale siamese. A questo primo conflitto erano seguiti alcuni anni di pace, ma nel 1411 il re di Ayutthaya Intharacha aveva ordinato l'assedio di Chiang Mai, che era stato respinto. Era stato con il regno di Borommaracha II che le guerre tra i due Stati avevano raggiunto il culmine, lo stesso sovrano aveva trovato la morte durante la campagna contro Lanna nel 1448.

#### Prima guerra con Lanna
L'occasione per una nuova guerra fu la richiesta di aiuto fatta nel 1451 al re di Lanna Tilokarat da parte del governatore Yuthit Thira di Sawankhalok, una delle mueang fedeli alla vecchia dinastia di Sukhothai, che intendeva liberarsi del dominio di Ayutthaya. L'ambizioso Tilokarat, che aveva risollevato le sorti del proprio regno dopo un lungo periodo di instabilità, spedì a sud un esercito che espugnò Kamphaeng Phet ed un altro che fu respinto nell'assedio di Sukhothai. La campagna ebbe termine quando le truppe furono richiamate a Chiang Mai per fronteggiare un attacco del Regno laotiano di Lan Xang, e per qualche anno le ostilità con Ayutthaya ebbero una pausa.

#### Spedizioni a Malacca
Nel lontano Sultanato di Malacca, fondato a inizio secolo ed il cui territorio era sotto il controllo siamese dai tempi del re Ramkhamhaeng di Sukhothai, il locale raja si era da qualche anno convertito all'Islam sunnita, stava diffondendo la fede nella penisola malese e aveva legittimato la propria indipendenza ottenendo il riconoscimento dell'Impero cinese. Nel 1452 aveva smesso di inviare tributi ad Ayutthaya, tenendo per sé gli ingenti proventi derivanti dall'estrazione dello stagno di cui il versante ovest dei monti del Tenasserim è particolarmente ricco. Nel 1455, dopo che l'anno prima il Regno di Ayutthaya aveva sofferto per una terribile epidemia, Trailokanat inviò un esercito guidato dal governatore di Nakhon Si Thammarat a sopprimere la ribellione. Le versioni siamese e malese sono discordanti sull'esito della battaglia, al termine della quale le truppe siamesi tornarono a nord e Malacca conservò l'indipendenza. L'anno dopo Trailokanat inviò nel sud una grande flotta che non ebbe maggiore successo. Il sultano di Malacca aveva comunque bisogno delle forniture siamesi di riso e si impegnò a versare tributi ad Ayutthaya, ma fu in grado di consolidare la propria autonomia e il controllo sui vari sultanati malesi che si erano formati nella penisola.

#### Seconda guerra con Lanna
Dopo che era stato scoperto il suo ruolo nel primo conflitto contro Lanna, il governatore Yuthit Thira era dovuto fuggire a Chiang Mai e Tilokarat lo aveva nominato governatore di Phayao. Nel 1461 fu lanciato un nuovo attacco contro il Regno di Ayutthaya, Sukhothai cadde nelle mani dell'esercito lanna ma Phitsanulok resistette all'assedio. Anche questa campagna ebbe fine con il richiamo dell'esercito a Chiang Mai per respingere un attacco nemico, questa volta proveniente dallo Yunnan. Sukhothai fu riconquistata dai siamesi l'anno successivo, mentre la vicina Sawankhalok rimase per diversi anni in mani nemiche. Per fronteggiare meglio la crescente minaccia lanna, Trailokanat spostò nel 1463 la capitale del regno a Phitsanulok, affidando la reggenza di Ayutthaya al figlio Borommaracha.

#### Terza guerra con Lanna
Quello stesso anno vi fu un nuovo attacco lanna a Sukhothai; l'esercito di Phitsanulok costrinse alla fuga ed inseguì gli invasori fino alle porte di Chiang Mai, dove ebbe luogo una battaglia in cui morì Intharacha, il quindicenne figlio di Trailokanat. Anche la controffensiva siamese fu respinta ed ebbe inizio una nuova tregua. Il governatore di Sawankhalok manifestò l'intenzione di riunirsi ad Ayutthaya, ma fu catturato e portato prigioniero a Chiang Mai, la sua città fu incendiata ed al suo posto Tilokarat pose un proprio zio.

#### Lunga tregua
Nel periodo di pace dopo il terzo conflitto, Trailokanat trascorse otto mesi in ritiro spirituale al Wat Chulamani di Phitsanulok, inaugurando una tradizione dei sovrani siamesi che è tuttora in uso. Dopo essere tornato alle proprie funzioni, chiese la restituzione di Sawankhalok, ma Tilokarat rifiutò e fece convergere un grosso esercito a Sawankhalok, nei pressi del confine. Era a quei tempi particolarmente diffusa la superstizione, ed il re di Ayutthaya cercò di indebolire il nemico con arti magiche: mandò prima segretamente a Chiang Mai un sacerdote birmano, che entrò nelle grazie di Tilokarat e seminò discordia a corte. Inviò poi una delegazione ufficiale in cui vi era un bramino in incognito, che sotterrò in vari punti della capitale lanna delle giare contenenti intrugli magici. Accusati di spionaggio, il sacerdote birmano e tutti i membri della delegazione furono giustiziati.
La lunga tregua con Lanna fu allietata da due importanti eventi. Nel 1471, vi fu il ritrovamento per la prima volta nella storia del regno di un elefante bianco, animale sacro nella tradizione del Buddhismo e delle monarchie dei regni indocinesi. L'anno seguente nacque il principe Jetta, figlio di Trailokanat.

#### Quarta guerra con Lanna
Dopo undici anni di relativa pace tra Ayutthaya e Chiang Mai, la guerra riprese nel 1474. Alla morte del governatore di Chiengjun, i siamesi invasero il territorio lanna impadronendosi della stessa Chengjun e riprendendosi Sawankhalok. Le truppe di Chiang Mai ripresero Chengjun ma Sawankhalok rimase ai siamesi. Alla fine di questo breve conflitto, i confini erano tornati gli stessi di 23 anni prima, quando gli eserciti di Trailokanat e Tilokarat si erano scontrati la prima volta. Il re lanna intavolò per la prima volta trattative di pace e per alcuni anni non si registrarono altri scontri.

#### Nuova tregua
Nel 1484, Trailokanat nominò il giovane figlio Jetta viceré (Maha Uparat), titolo che da quel momento sarebbe stato assegnato all'erede al trono. Fu durante il regno di Trailokanat che tale titolo, originario dell'India e diffuso in seguito in tutta l'Indocina, comparve per la prima volta nella storia di Ayutthaya. Il titolo normalmente spetta al primogenito, si è quindi ipotizzato che Trailokanat intendesse lasciare il trono di Phitsanulok a Jetta, mentre il fratello maggiore di Jetta, Borommaracha, sarebbe rimasto sul trono di Ayutthaya.

#### Quinta guerra con Lanna
Le ostilità con il Regno Lanna ripresero nel 1486, dopo che Tilokarat fece nuovamente uccidere una delegazione di funzionari di Ayutthaya. La spedizione punitiva ordinata da Trailokanat non diede alcun frutto e l'esercito di Ayutthaya tornò in patria a mani vuote.

### Ultimi anni di regno e successione
Nel 1487 morì Tilokarat di Chiang Mai, valoroso rivale di Trailokanat e grande promotore del Buddhismo Theravada. Nel 1488, il reggente di Ayutthaya Borommaracha conquistò Tavoy, un porto sulla costa occidentale della penisola malese che sarebbe diventato oggetto di contesa con la Birmania nei secoli successivi. Quello stesso anno Trailokanat morì e gli succedette il primogenito Borommaracha, che ascese al trono come Borommaracha III e riportò la capitale del regno ad Ayutthaya.